# Selectel
Selectel («Селектел») — российская технологическая компания, предоставляющая облачные инфраструктурные сервисы и услуги дата-центров.
По итогам 2023 года аналитическое агентство iKS-Consulting назвало Selectel третьим крупнейшим игроком российского рынка IaaS, на долю которого приходится 8,5 % всей выручки от услуг IaaS в публичных и гибридных облаках.
Площадь серверных помещений Selectel составляет 8,8 тыс. м²., общее количество серверных стоек в эксплуатации — 3500, совокупная подведенная мощность ко всем ЦОД— 30 МВт (на 2020 год)
По данным на 18 апреля 2024 года, компания владеет шестью дата-центрами в Москве, Санкт-Петербурге и Ленинградской области.

## История
Компания основана Вячеславом Мирилашвили и Львом Левиевым. Партнёры инвестировали в строительство дата-центра «Технодом» (позже закрыт) в Санкт-Петербурге для размещения там серверов растущей социальной сети «ВКонтакте», соучредителями которой они являлись.
11 сентября 2008 года зарегистрировано ООО «Сеть дата-центров „Селектел“» (сокращённое наименование ООО «Селектел») (согласно данным ЕГРЮЛ).
В 2009 году в Санкт-Петербурге году был открыт второй дата-центр (на улице Цветочной) и дата-центр в Москве (на улице Берзарина).
В 2010 году в посёлке Невская Дубровка начал работу дата-центр «Дубровка 1». По итогам 2010 года аналитическое агентство IKS-Consulting назвало Selectel вторым крупнейшим оператором дата-центров в России. Позже в Невской Дубровке запущены дата-центры «Дубровка 2» (2011 год) и «Дубровка 3» (2012 год).
В этот период компания начала развивать облачные инфраструктурные сервисы (IaaS) на базе своих дата-центров. В 2009 году Selectel предложил услугу «Выделенный сервер». Годом позже компания начала тестирование публичного облака на базе Xen Cloud Platform. В 2012 году был запущен сервис «Облачное хранилище» для хранения данных и раздачи статических файлов.
В 2013 году Selectel представил хостинговую платформу «Технодом» с недорогими выделенными серверами. Продукт продвигался под отдельным брендом до 2017 года, затем был переименован в Chipcore и включён в продуктовую линейку Selectel как доступное решение. В этом же году компания запустила сервис для мониторинга работы веб-приложений и сайтов.
В 2014 году Selectel стал партнёром Akamai Technologies и подключил к своему облачному хранилищу CDN Akamai. Также компания стала первым и на тот момент единственным в России участником программы Intel Cloud Technology.
В 2015 году открылся шестой дата-центр компании — «Цветочная 2» в Санкт-Петербурге, ставший крупнейшим на Северо-Западе России.
В 2015 году компания представила облачный сервис «Виртуальное приватное облако» (Virtual Private Cloud, VPC), с которым Selectel впервые вышел на рынок корпоративных облачных решений. Тогда же компания прошла сертификацию по стандарту безопасности данных индустрии платёжных карт PCI DSS и представила облачные серверы для разработчиков под брендом Vscale.
В 2016 году Selectel модернизировал московский дата-центр «Берзарина», удвоив число стойкомест. Также компания подключилась к двум новым точкам обмена трафиком: DE-CIX во Франкфурте и LINX в Лондоне, совокупно используя более 10 пиринговых точек. В этом же году компания запустила услугу аренды выделенных серверов с графическими видеокартами, предназначенных для работы с нейронными сетями и Big Data.
В 2017 году Selectel запустил проект Selectel Lab, дающий возможность бесплатно тестировать новые аппаратные и программные решения в облаке. Тогда же была представлена услуга «Удалённая точка присутствия» для быстрого развертывания узлов связи в Москве или Санкт-Петербурге с подключением к точкам обмена трафиком. Совместно с Qrator Labs, Selectel организовал сервис круглосуточного мониторинга интернет-трафика для выявление и защиты от DDoS-атак. В том же году было заключено соглашение о сотрудничестве с блокчейн-платформой SONM (аналог Amazon S3) для создания ИТ-инфраструктурных решений на базе технологии блокчейн.
В 2018 году Selectel запустил публичное облако на базе VMware, предложив несколько сценариев его использования, таких как расширение мощностей корпоративных дата-центров, резервное копирование, тестирование и размещение публичных приложений в облаке.
В 2019 году компания ввела в строй вторую очередь дата-центра на улице Берзарина в Москве, добавив 350 серверных стоек, часть из которых была предназначена для облачных сервисов. В декабре того же года Selectel объявил о запуске первого регионального узла облачной платформы в Новосибирске.
В ноябре 2020 года компания запустила два новых модуля дата-центров в Москве и Санкт-Петербурге, добавив 1 100 стоек, а также начала программу защиты окружающей среды, высадив 40 тысяч деревьев в регионах размещения своих дата-центров.
В феврале 2021 года Selectel провёл размещение выпуска облигаций на 3 миллиарда рублей (более $40 млн). Компания планировала направить средства на  строительство новых дата-центров и закупку оборудования. В октябре того же года компания получила статус авторизованного DRaaS-провайдера VMware.
В апреле 2022 года компания внедрила защиту всех своих сервисов от DDoS-атак на уровнях L3-L4, а в мае 2022 года анонсировала строительство нового дата-центра «Юрловский» в Москве. В ноябре 2022 года Selectel разместил второй выпуск корпоративных облигаций на Московской бирже и привлёк 3 млрд. рублей.
В марте 2023 года Selectel объявил о запуске услуги по инсталляции облачной платформы по модели частного облака (on-premise private cloud). В августе того же года разместил третий выпуск облигаций на Московской бирже объемом 3 миллиарда рублей. В сентябре 2023 года компания представила ML-платформу для обучения и развертывания моделей машинного обучения.
В декабре 2023 компания анонсировала запуск базовых инфраструктурных сервисов для начинающих IT-специалистов под брендом Vscale.
Также в декабре инвестиционный фонд Tier 5, основанный Геворком Вермишяном, ранее возглавлявшим «МегаФон», приобрел 25% Selectel.
В мае 2024 компания объявила о подготовке к запуску серверной версии операционной системы на базе Linux корпоративного класса.
В июле 2024 году компания сменила форму собственности с ООО на АО.

## Собственники и руководство
Компанию основали бизнес-партнёры, сооснователи социальной сети «ВКонтакте» Вячеслав Мирилашвили и Лев Левиев. Они владеют компанией и в настоящее время.
С 2008 по 2014 годы генеральный директор Олег Любимов.
С сентября 2014 года по ноябрь 2017 года — Лев Левиев.
С ноября 2017 года по февраль 2019 года — Павел Алимов.
С февраля 2019 года — Олег Любимов.

## Инфраструктура
Инфраструктура компании на 2024 год включает шесть дата-центров::
- Дата-центр «Берзарина» в Москве на улице Берзарина;
- Дата-центры «Цветочная 1» и «Цветочная 2» в Санкт-Петербурге на Цветочной улице;
- Дата-центры «Дубровка 1», «Дубровка 2» и «Дубровка 3»  в посёлке Невская Дубровка (Всеволожский район Ленинградской области).

Эти дата-центры соединены в единую корпоративную систему передачи данных, построенную на базе волоконно-оптических линий связи общей протяженностью более 245 километров.
Selectel также предоставляет сервисы на базе партнерского дата-центра в Новосибирске

## Кредитные рейтинги
- Рейтинговое агентство АКРА в 2024 году присвоило АО «Селектел» рейтинговую оценку A+(RU) с позитивные прогнозом, в 2025 рейтинг был подтверждён[50].

## Критика и проблемы
24-25 сентября 2012 года произошёл продолжительный сбой в работе. 24 сентября ― из-за некорректной работы коммутаторов уровня агрегации, объединенных в единое виртуальное шасси. 25 сентября ― был обстрелян из пневматической винтовки и повреждён оптический кабель, который объединял сегменты сети в разных дата-центрах. Впоследствии в открытых местах кабель был заменён на бронированный.
В 2017 году Selectel столкнулся с уязвимостью «Ревизора», которая затронула множество компаний. В результате подмены IP-адресов в DNS-записях одного из сайтов, попавшего в реестр запрещенных, сайт и панель управления Selectel оказались частично недоступны на некоторое время.

## Награды и премии
В 2018 году Selectel стал лауреатом национальной «Премии Рунета» в категории «Технологии и инновации».
В 2020 году Selectel стал победителем премии Russian Data Center Awards в номинации «Самый быстрорастущий провайдер IaaS».
В 2022 году Selectel получил награду в номинации «ЦОД года» на «Национальной премии ЦОДы. РФ».
В 2023 и 2024 году облачная платформа Selectel стала победителем «Национальной премии ЦОДы.РФ» в номинации «Облако года». Также в 2023 году рейтинговое агентство НКР впервые присвоило компании ESG-индекс второго уровня (выше среднего).